# پولای (آلمان)
پولای (به آلمانی: Poley) یک منطقهٔ مسکونی در آلمان است که در برنبورگ واقع شده‌است. پولای ۶۵۶ نفر جمعیت دارد.